# Interkantonales Mess- und Informationssystem

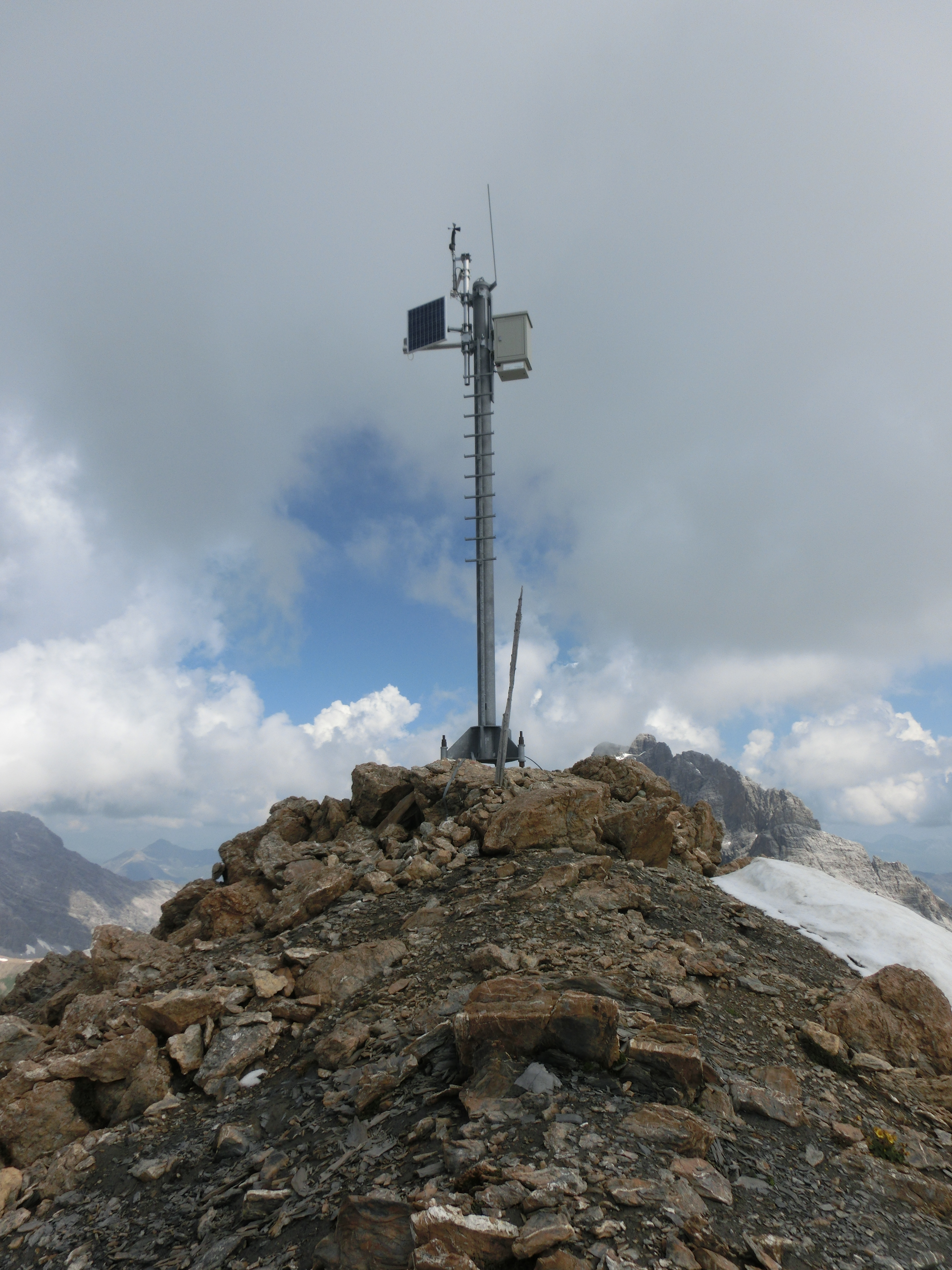
Windstation auf dem Piz Salteras

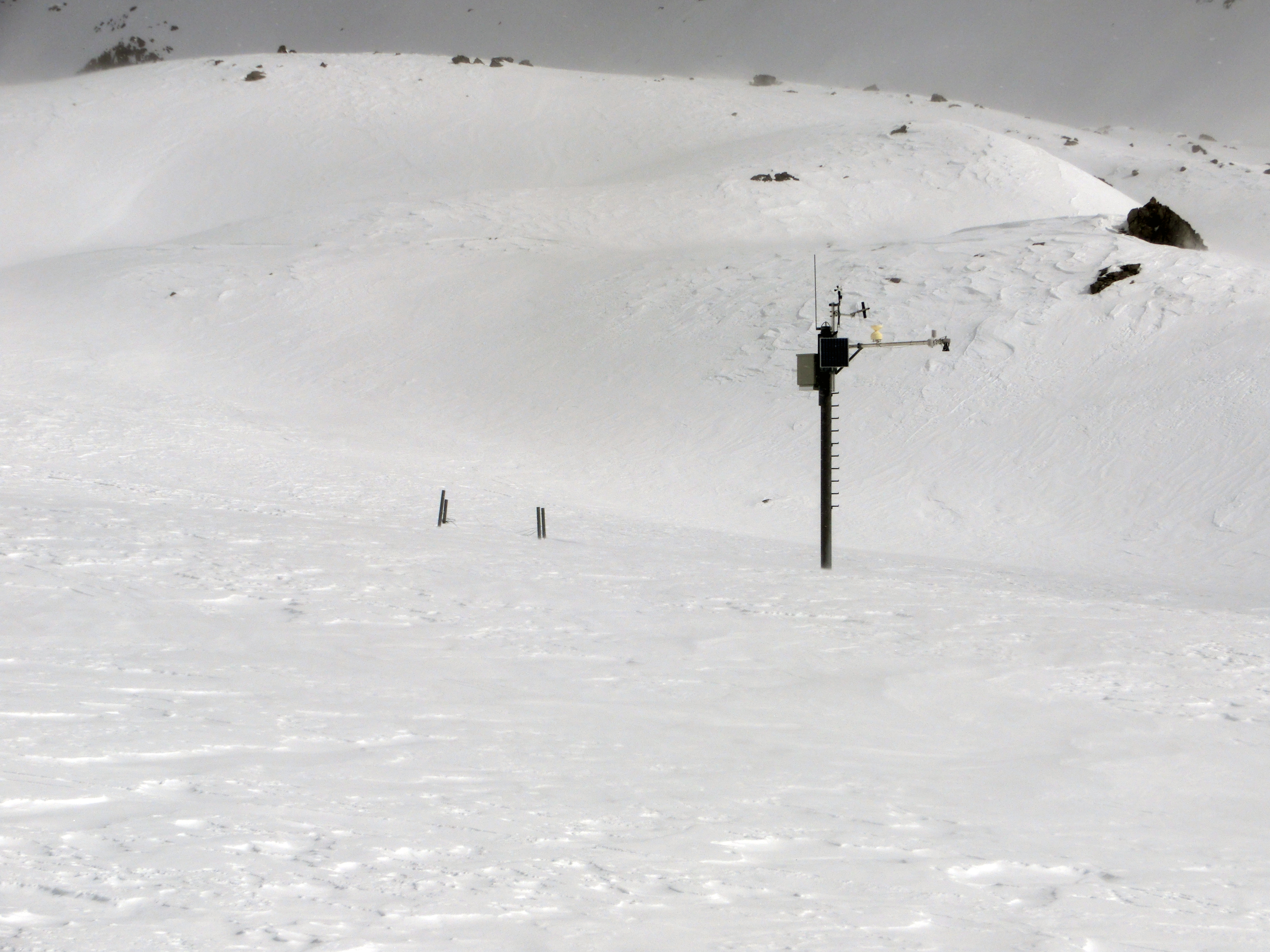
Schneestation im Bärentälli, südlich vom Älplihorn

Das Interkantonale Mess- und Informationssystem (IMIS) ist ein Netzwerk von über 180 automatischen Wind- und Schneemessstationen, das Informationen aus entlegenen und/oder unzugänglichen Gebieten in grösseren Höhenlagen (vorwiegend zwischen 2500 m und 3500 m) der Schweizer Alpen liefert. Betrieben wird das System vom WSL-Instituts für Schnee- und Lawinenforschung SLF in Zusammenarbeit mit Bund, Kantonen, Gemeinden und weiteren Interessenverbänden in der Schweiz. 
Die Stationen werden jeweils als Paar aufgebaut, bestehend aus einer Windstation und einer Schneestation. Windstationen stehen exponiert an Gipfel- oder Kammlagen und messen Windgeschwindigkeit (Mittel und Spitze), Windrichtung, Lufttemperatur und relative Luftfeuchtigkeit. Schneestationen stehen möglichst windgeschützt und messen an flacher, möglichst repräsentativer Lage reflektierte kurzwellige Strahlung, Schneehöhe, Schneeoberflächentemperatur, Bodentemperatur, Schneetemperatur innerhalb der Schneedecke auf drei verschiedenen Höhen und an manchen Stationen Niederschlag mit einem Pluviometer.
Die meisten Stationen arbeiten autonom mit Solarstrom. Die Messwerte werden jede halbe Stunde erfasst und stündlich via GPRS in die Zentrale nach Davos geschickt. Die Daten werden auf verschiedenen Plattformen dem Lawinenwarndienst sowie Sicherheitsbeauftragten der ganzen Schweiz zur Verfügung gestellt. Ausserdem werden die Daten gratis auf der Webseite des SLF veröffentlicht.